# قباد (اسلام‌آباد غرب)
قباد نام روستایی در دهستان شیان بخش مرکزی شهرستان اسلام‌آباد غرب در استان کرمانشاه است. طبق سرشماری سال ۱۳۸۵ جمعیت این روستا ۵۱۵ نفر در ۱۱۱ خانوار است.